# Сборная Польши по футболу (до 19 лет)
Сборная Польши по футболу до 19 лет — команда, в составе которой могут выступать футболисты Польши в возрасте 19 лет и младше. Собирается команда под руководством Польского футбольного союза. Польская команда известна тем, что собрала полный комплект наград юношеского чемпионата Европы. Золотые медали поляки выиграли в 2001 году, победив в финале сборную Чехии со счётом 3:1. Помимо «серебра», у них в активе есть целых две бронзовые награды.

## Достижения
- 1948—1971 — не прошла квалификацию
- 1972 — 3-е место
- 1973—1980 — не прошла квалификацию
- 1981 — 2-е место
- 1982—1983 — не прошла квалификацию
- 1984 — 3-е место
- 1986—2000 — не прошла квалификацию
- 2001 — чемпионы
- 2002—2003 — не прошла квалификацию
- 2004 — 4-е место в группе
- 2005 — не прошла квалификацию
- 2006 — 3-е место в группе
- 2007—2009 — не прошла квалификацию